# Chascanum latifolium
Chascanum latifolium là một loài thực vật có hoa trong họ Cỏ roi ngựa. Loài này được (Harv.) Moldenke mô tả khoa học đầu tiên năm 1933.